# Dwergbiezen-orde
De dwergbiezen-orde (Nanocyperetalia) is een orde uit de dwergbiezen-klasse (Isoeto-Nanojuncetea). De orde omvat pioniervegetatie van eenjarige pionierssoorten.

## Naamgeving en codering
| Nanocypereto-Polygonetalia W.Koch 1926 |

- Syntaxoncode voor Nederland (rVvN): r29A

De wetenschappelijke naam Nanocyperetalia is afgeleid van de botanische naam van de cypergrassen (Cyperaceae), veel voorkomende grasachtigen in deze orde.

## Kenmerken
Voor de kenmerken van deze orde, zie de dwergbiezen-klasse.

## Onderliggende syntaxa in Nederland en Vlaanderen
De dwergbiezen-orde wordt in Nederland en Vlaanderen vertegenwoordigd door maar één verbond waarvan alhier vier associaties voorkomen.
- - dwergbiezen-verbond (Nanocyperion)
    - draadgentiaan-associatie (Cicendietum filiformis)
    - associatie van borstelbies en moerasmuur (Isolepido-Stellarietum uliginosae)
    - associatie van dwergbloem en hauwmos (Centunculo-Anthocerotetum punctati)
    - grondster-associatie (Digitario-Illecebretum)

## Diagnostische taxa voor Nederland en Vlaanderen
In de onderstaande tabel staan de belangrijkste diagnostische plantentaxa van de dwergbiezen-orde voor Nederland en Vlaanderen.
Kruidlaag
| Kentaxon | Diff. soort | Presentie | Triviale naam    | Botanische naam       | Opmerking | Afbeelding |
| -------- | ----------- | --------- | ---------------- | --------------------- | --------- | ---------- |
| kO       | -           |           | moerasdroogbloem | Gnaphalium uliginosum |           |            |

Moslaag
| Kentaxon     | Diff. soort | Presentie | Triviale naam | Botanische naam | Opmerking | Afbeelding |
| ------------ | ----------- | --------- | ------------- | --------------- | --------- | ---------- |
| Geen soorten |             |           |               |                 |           |            |